# Pacificana cockayni
Pacificana cockayni là một loài nhện trong họ Miturgidae. Chúng được Robert John Raven miêu tả năm 2009.

## Tham khảo

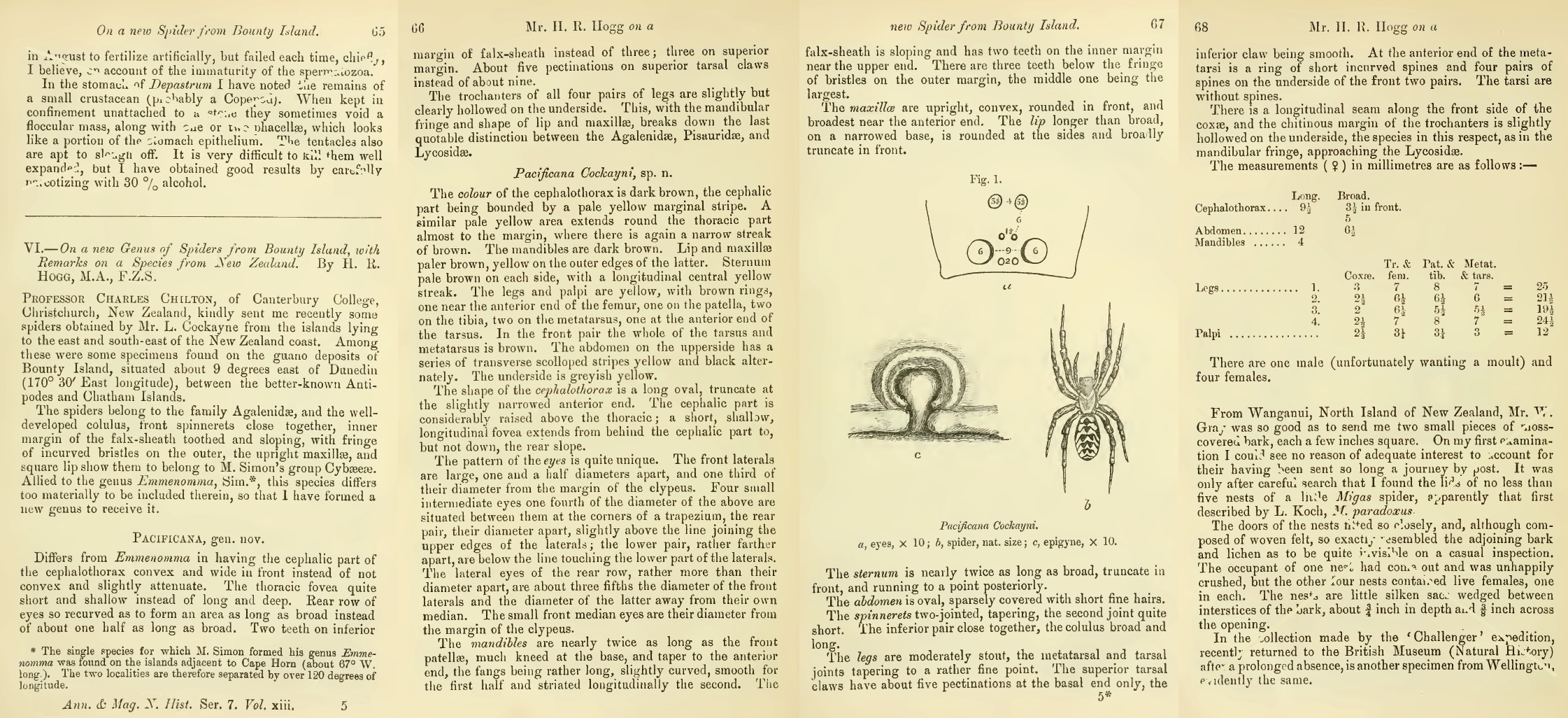
Pacificana cockayni, H.R. Hogg, 1904.